# Campestre las Palomas
Campestre las Palomas es una localidad del estado mexicano de Jalisco. Es parte del municipio de Zapopan.

## Demografía
| Gráfica de evolución demográfica |
|                                  |

| Censo | Población |
| ----- | --------- |
| 1990  | 39        |
| 2000  | 115       |
| 2010  | 4 488     |
| 2020  | 14 049    |